# 亚洲公路72号线
亚洲公路72号线（英語：Asian Highway 72），编号為，是亞洲公路網系統中一条位于伊朗境内，全长1143公里的公路，从首都德黑兰至布什尔。

## 伊朗
- 7号高速公路（英语：Freeway 7 (Iran)）: 德黑兰 - 库姆 - Murcheh Khvort（英语：Murcheh Khvort）
- 65號公路: Murcheh Khvort（英语：Murcheh Khvort） - 伊斯法罕 - 设拉子
- 86號公路: 设拉子 -Qaemiyeh（英语：Qaemiyeh） (Chenar Shahijan)
- 55號公路: Qaemiyeh（英语：Qaemiyeh） (Chenar Shahijan) - 布什尔